# Toxicoscordion nuttallii
Toxicoscordion nuttallii es una especie norteamericana de planta fanerógama en el género Toxicoscordion.

## Distribución
Es una especie de planta venenosa nativa de la parte centro-sur del Estados Unidos (Arkansas, Oklahoma, Tennessee, Missouri, Louisiana, Misisipi, Kansas, y Texas).
Toxicoscordion nuttallii es una hierba formada desde un bulbo que alcanza un tamaño de hasta 75 cm de altura. Una planta puede tener hasta 60 flores de color crema.

## Taxonomía
Toxicoscordion exaltatum fue descrita por (A.Gray) Rydb. y publicado en Bulletin of the Torrey Botanical Club 30(5): 272. 1903.
Sinonimia
- Amianthium nuttallii A.Gray
- Anticlea nuttallii (A.Gray) Torr.
- Helonias angustifolia Nutt. 1835, illegitimate homonym not Michx. 1803
- Leimanthium nuttallii (A.Gray) Hook.
- Melanthium nuttallii (A.Gray) D.Dietr.
- Toxicoscordion texense Rydb.
- Zigadenus nuttallii (A.Gray) S.Watson
- Zigadenus texensis (Rydb.) J.F.Macbr.
- Zygadenus nuttallii (A.Gray) S.Watson, alternate spelling
- Zygadenus texensis (Rydb.) J.F.Macbr., alternate spelling